# Liste der Kulturdenkmale in Waldidylle
Die Liste der Kulturdenkmale in Waldidylle enthält die Kulturdenkmale im Altenberger Ortsteil Waldidylle. Die Anmerkungen sind zu beachten.
Diese Liste ist eine Teilliste der Liste der Kulturdenkmale in Altenberg. 

Diese Liste ist eine Teilliste der Liste der Kulturdenkmale in Sachsen.

## Legende
- Bild: Bild des Kulturdenkmals, ggf. zusätzlich mit einem Link zu weiteren Fotos des Kulturdenkmals im Medienarchiv Wikimedia Commons. Wenn man auf das Kamerasymbol klickt, können Fotos zu Kulturdenkmalen aus dieser Liste hochgeladen werden:
- Bezeichnung: Denkmalgeschützte Objekte und ggf. Bauwerksname des Kulturdenkmals
- Lage: Straßenname und Hausnummer oder Flurstücknummer des Kulturdenkmals. Die Grundsortierung der Liste erfolgt nach dieser Adresse. Der Link (Karte) führt zu verschiedenen Kartendiensten mit der Position des Kulturdenkmals. Fehlt dieser Link, wurden die Koordinaten noch nicht eingetragen. Sind diese bekannt, können sie über ein Tool mit einer Kartenansicht einfach nachgetragen werden. In dieser Kartenansicht sind Kulturdenkmale ohne Koordinaten mit einem roten bzw. orangen Marker dargestellt und können durch Verschieben auf die richtige Position in der Karte mit Koordinaten versehen werden. Kulturdenkmale ohne Bild sind an einem blauen bzw. roten Marker erkennbar.
- Datierung: Baubeginn, Fertigstellung, Datum der Erstnennung oder grobe zeitliche Einordnung entsprechend des Eintrags in der sächsischen Denkmaldatenbank
- Beschreibung: Kurzcharakteristik des Kulturdenkmals entsprechend des Eintrags in der sächsischen Denkmaldatenbank, ggf. ergänzt durch die dort nur selten veröffentlichten Erfassungstexte oder zusätzliche Informationen
- ID: Vom Landesamt für Denkmalpflege Sachsen vergebene, das Kulturdenkmal eindeutig identifizierende Objekt-Nummer. Der Link führt zum PDF-Denkmaldokument des Landesamtes für Denkmalpflege Sachsen. Bei ehemaligen Kulturdenkmalen können die Objektnummern unbekannt sein und deshalb fehlen bzw. die Links von aus der Datenbank entfernten Objektnummern ins Leere führen. Ein ggf. vorhandenes Icon  führt zu den Angaben des Kulturdenkmals bei Wikidata.

## Waldidylle
| Bild                                    | Bezeichnung | Lage                          | Datierung    | Beschreibung | ID       |
| --------------------------------------- | ----------- | ----------------------------- | ------------ | --- | -------- |
| Direkt Bild zu diesem Denkmal hochladen | Wohnhaus    | Am Hang 48 (Karte)            | 1920er Jahre | Holzkonstruktion, womöglich Produkt der Firma Christoph & Unmack, baugeschichtliche Bedeutung. eingeschossig, quer verbrettert, Satteldach | 09301092 |
| Direkt Bild zu diesem Denkmal hochladen | Wohnhaus    | Am Hang 52 (Karte)            | um 1930      | mit rustikalem Mauerwerk und Holzgestaltung, architektonisch vergleichsweise aufwändig, baugeschichtliche Bedeutung. eingeschossig, steiles Satteldach, Fenster wohl weitgehend original, Giebelverbretterung | 09301091 |
| Direkt Bild zu diesem Denkmal hochladen | Wohnhaus    | Am Hang 83 (Karte)            | um 1930      | Holzkonstruktion, womöglich Produkt der Firma Christoph & Unmack, baugeschichtliche Bedeutung. eingeschossig, flaches Satteldach, originale Haustür | 09301090 |
| Direkt Bild zu diesem Denkmal hochladen | Wohnhaus    | Am Hang 85 (Karte)            | 1920er Jahre | Holzkonstruktion, womöglich Produkt der Firma Christoph & Unmack,authentisch, baugeschichtliche Bedeutung. auf rustikalem Bruchsteinsockel, querverbrettert, Giebel verschindelt | 09301089 |
| Direkt Bild zu diesem Denkmal hochladen | Wohnhaus    | Bärenburger Straße 19 (Karte) | 1920er Jahre | mit Holzgestaltung, Heimatstil, weitgehend im ursprünglichen Sinne saniert, baugeschichtliche Bedeutung. eingeschossiger Putzbau, verbretterter Giebel, Dachausbau, Fenster sechsfeldrig und zweiflügelig, ein Fenster über Eck | 09301077 |
| Direkt Bild zu diesem Denkmal hochladen | Wohnhaus    | Bärenburger Straße 21 (Karte) | um 1930      | mit Holzgestaltung, weitgehend im ursprünglichen Sinne saniert, baugeschichtliche Bedeutung. | 09301078 |
| Direkt Bild zu diesem Denkmal hochladen | Wohnhaus    | Falkenhainer Weg 35 (Karte)   | 1920er Jahre | Holzkonstruktion, womöglich Produkt der Firma Christoph & Unmack, baugeschichtliche Bedeutung, authentisch. eingeschossig, querverbrettert, Schlagläden, Giebel Holzschindeln | 09301079 |
| Direkt Bild zu diesem Denkmal hochladen | Wohnhaus    | Falkenhorstweg 13 (Karte)     | um 1930      | baugeschichtliche Bedeutung. hohes putzsichtiges Erdgeschoss, Obergeschoss verbrettert, Walmdach | 09301075 |
| Direkt Bild zu diesem Denkmal hochladen | Wohnhaus    | Falkenhorstweg 17a (Karte)    | um 1930      | Verbindung von Rustikalmauerwerk und Holzarchitektur, baugeschichtliche Bedeutung, authentisch. aufwändige Gestaltung, tief heruntergezogenes Satteldach mit Ausbauten | 09301074 |
| Direkt Bild zu diesem Denkmal hochladen | Wohnhaus    | Hirschsprunger Weg 8 (Karte)  | um 1930      | teils verbrettert, Einflüsse des Landhausstils, authentisch, baugeschichtliche Bedeutung. z. T. noch originale Kastenfenster, massiver Bau, z. T. verputzt, Walmdach | 09301076 |
| Direkt Bild zu diesem Denkmal hochladen | Wohnhaus    | Hirschsprunger Weg 14 (Karte) | 1929/1930    | Einflüsse des zeitgenössischen Heimatstils, weitgehend ursprünglich erhalten. Auf Sockel mit rustikalem Mauerwerk Putz-Erdgeschoss, darüber verbrettertes Obergeschoss, Walmdach mit Dreieckgaupen, vordere Gaupe „Zutat“ aus DDR-Zeit, ursprüngliche Einbauschränke nicht mehr vorhanden. Wohnhaus in offener Bebauung mit Einflüssen des zeitgenössischen Heimatstils, gebaut 1929/30 in der eigens für „Sommerfrische“ errichteten Siedlung Waldidylle, neben baugeschichtlicher daher auch städtebauliche Bedeutung, Massivbau über rustikalem Sockel, mit längs verbrettertem Obergeschoss, Walmdach mit Dreiecksgaupen, vordere Gaupe später hinzugefügt, Zeugnis fortschrittlicher Holzbautechnik, weitgehend ursprünglich erhalten (z. B. die Kastenfenster – Stand 2007), nur die charakteristischen Einbauschränke gibt es nicht mehr (LfD/2012). | 09300858 |
| Direkt Bild zu diesem Denkmal hochladen | Wohnhaus    | Hirschsprunger Weg 68 (Karte) | 1920er Jahre | Holzkonstruktion, womöglich Produkt der Firma Christoph & Unmack, weitgehend ursprünglich, baugeschichtliche Bedeutung. querverbrettert, Giebel verschindelt | 09301080 |
| Direkt Bild zu diesem Denkmal hochladen | Wohnhaus    | Hirschsprunger Weg 74 (Karte) | bez. 1937    | mit rustikalem Mauerwerk, Heimatstil, authentisch, baugeschichtliche Bedeutung. Schlagläden, steiles Satteldach mit Ausbau und Schieferdeckung | 09301081 |
| Direkt Bild zu diesem Denkmal hochladen | Wohnhaus    | Mittelstraße 56 (Karte)       | 1920er Jahre | Holzkonstruktion, vermutlich Produkt der Firma Christoph & Unmack, baugeschichtliche Bedeutung. eingeschossig, breit gelagert, flaches Satteldach mit Überstand, quer verbrettert, Schlagläden, Terrasse | 09301088 |
| Direkt Bild zu diesem Denkmal hochladen | Wohnhaus    | Mittelstraße 61 (Karte)       | 1930er Jahre | im Heimatstil, authentisch, baugeschichtliche Bedeutung. eingeschossiger Putzbau, Schlagläden, steiles Satteldach mit Hecht, Schieferdeckung | 09301086 |
| Direkt Bild zu diesem Denkmal hochladen | Wohnhaus    | Mittelstraße 63 (Karte)       | 1920er Jahre | Holzkonstruktion, verschindelt, womöglich Produkt der Firma Christoph & Unmack, baugeschichtliche Bedeutung. eingeschossig, Satteldach | 09301085 |